# Junts per Catalunya (coalizione)
Uniti per la Catalogna (in catalano Junts per Catalunya, abbreviato JxCat) è una coalizione politica catalana guidata dall'ex presidente della Catalogna Carles Puigdemont e formata dal Partito Democratico Europeo Catalano (PDeCAT), successore dell’ormai defunta Convergenza Democratica di Catalogna, e da indipendenti progressisti.
Formata come lista in occasione delle elezioni parlamentari in Catalogna del 2017, è stata riproposta come spazio unitario dell'area post-convergente anche nei successivi appuntamenti elettorali.
Nel luglio del 2020, a seguito del fallimento dei negoziati con il Partito Democratico Europeo Catalano (PDeCAT) sulla riorganizzazione dello spazio politico post-convergente sotto l'ombrello della coalizione, quest’ultima si scioglie.

## Composizione
Il PDeCAT costituisce il nucleo della coalizione, strutturata come una lista personale di Puigdemont composta da figure della società civile anziché da una lista di partito. Ciò è avvenuto a causa del rifiuto di Puigdemont di capitanare una lista col solo PDeCAT alle elezioni del 21 dicembre e preferendo invece una lista di "unità nazionale", dopo che la Sinistra Repubblicana di Catalogna (ERC) aveva respinto una riedizione della coalizione di Junts pel Sí.
Gli indipendenti di sinistra, che costituiscono la maggioranza del gruppo parlamentare, sono riuniti intorno al partito Azione per la Repubblica. Dal canto suo, il presidente del gruppo, Jordi Sànchez, proviene da Iniziativa, storico partito ecosocialista, erede del PSUC.

## Nome e simbolo
Il nome "Junts per Catalunya" era già stato registrato dalla dirigenza di Convergenza Democratica al momento della sua assemblea di rifondazione del 10 luglio 2016, proprio come uno dei nomi proposti per il nuovo partito; la scelta dei militanti, infine, ricadde su Partito Democratico Europeo Catalano.
La disposizione del nome e delle quattro barre nazionali nel simbolo ricorda la silhouette di un albero, figura su cui fu modellato il primo logo di Convergenza.

## Risultati elettorali
Contro i principali sondaggi, Junts per Catalunya ottenne 34 deputati, superando le altre liste indipendentistiche: ERC (32 deputati) e la CUP (4 deputati). Per questa ragione, alla coalizione fu riconosciuto il diritto di esprimere il candidato della maggioranza indipendentista alla presidenza della Generalitat; dopo aver tentato di investire lo stesso leader Puigdemont (all'estero  in esilio) e i deputati Sànchez e Turull (prigionieri politici), il 14 maggio 2018 il Parlamento elesse Quim Torra.
Alle Elezioni generali in Spagna dell'aprile 2019, la lista conquistò il 12,05% dei voti in Catalogna, sufficiente per l'elezione di sette deputati (tra i quali Jordi Sànchez, Jordi Turull, Josep Rull, in seguito sospesi perché sotto processo).
Alle elezioni europee del 2019, ottenne il 4.54% dei voti in Spagna (cioè 1.018.435), esprimendo così due eurodeputati (che, dopo la redistribuzione dei seggi conseguente al Brexit, diverranno tre).
Alle Elezioni generali in Spagna del novembre 2019, Junts per Catalunya migliorò i risultati di aprile, ottenendo il 13,68% dei voti ed eleggendo otto deputati.